# بخش ردینگ (شهرستان پری، اوهایو)
بخش ردینگ (به انگلیسی: Reading Township) یک منطقهٔ مسکونی در ایالات متحده آمریکا است که در شهرستان پری، اوهایو واقع شده‌است.
 بخش ردینگ ۱۳۱٫۳ کیلومتر مربع مساحت و ۳٬۹۵۶ نفر جمعیت دارد و ۳۲۹ متر بالاتر از سطح دریا واقع شده‌است.